# 郡山女子大学短期大学部
郡山女子大学短期大学部（日语：／ kōriyama Joshi Daigaku Tanki Daigakubu *）是一所位于日本福岛县郡山市的私立短期大学。前身是郡山女子短期大学（日语：／ kōriyama Joshi Tanki Daigaku *）。

## 概要

### 简介
- 学校最早可以追溯到1947年。短期大学为于1950年开办[1]、由学校法人郡山开成学园经营。以「尊敬·责任·自由」为建学精神[2]。

### 历史
- 1950年 郡山女子短期大学成立并同时设置家政科。
- 1955年 两个学科成立、以下列举。
  - 保育科
  - 生活艺术科
- 1966年 改校名为郡山女子大学短期大学部。
- 1968年 第二部成立于家政科[注 1]。音乐科成立。家政科分离为两个专攻、以下列举。
  - 家政专攻
  - 食物营养专攻
- 1981年 文化学科成立。
- 2000年 文化学专攻成立于专科。
- 2002年 家政专攻改编为福利信息专攻专攻。
- 2007年 保育科改编为幼儿教育学科[1][3]。

### 宪章
- 请参看郡山女子大学短期大学部的标志 （页面存档备份，存于） （日語） 2015年1月10日阅览。

## 学校环境
- 校区：在福岛县郡山市

## 历任校长
- 关口修：现在短期大学校长[2]

## 组织

### 学科
- 家政科
  - 福利信息专攻
  - 食物营养专攻
- 幼儿教育科
- 生活艺术科
- 音乐科
- 文化学科

### 前学科
| - 家政科 - 第一部 - 第二部 |

### 专科
| - 文化学专攻：大学评价学位授予机构批准。 |

### 业余课程
| - 没有 |

## 相关链接
- 日本短期大学列表